# Messerschmitt Me 309
Messerschmitt Me 309 byl německý jednomístný stíhací dolnoplošník s příďovým zatahovacím podvozkem z doby druhé světové války. Po čtyřech prototypech byl program mimo jiné kvůli nedostatečným výkonům zastaven.

## Vznik
Koncept  Me 309 vznikal zhruba od  poloviny roku 1940. Ideově vycházel z Bf 109 a měl být  rychlejší, silněji vyzbrojený a  s delším doletem než jeho předchůdce. Nový letoun měl používat  nejmodernější dostupné technologie a postupy v letectví. Byl vybaven přetlakovou kabinou, zatahovacím chladičem, příďovým podvozkem, reverzní vrtulí a vystřelovacím sedadlem. Některé zdroje uvádějí, že byl zkušebně vybaven i laminárním křídlem, podobně jako třeba P-51 Mustang.  Měly být použity motory s projektovaným výkonem 1700 až 1800 ks, Daimler Benz DB 603 a Junkers Jumo 213. K tomu měl Me 309 disponovat těžkou výzbrojí několika hlavňových zbraní bez nutnosti upevňování v aerodynamicky nevýhodných pouzdrech pod křídlem. Říšské ministerstvo letectví (RLM) v roce 1941 zařadilo Me 309 do objednávkového seznamu, projekční práce byly dokončeny koncem tohoto roku.
Současně probíhaly testy jednotlivých celků stroje na několika dracích Bf 109F. Bf 109 V24 (Werk-Nr.5604, VK+AB) byl zkoušen v aerodynamickém tunelu v Göttingenu s chladičem určeným pro Me 309, prototyp Bf 109 V31 (Werk-Nr.5642, SG+EK) sloužil k testům chladiče i nového řešení hlavního podvozku. Bf 109 V23 (Werk-Nr.5716, ND+IE) byl vybaven příďovým podvozkem, Bf 109 V30 (Werk-Nr.5716, ND+IE) a také Bf 109 V30a (Werk-Nr.5717, ND+IF) klimatizací a přetlakovou kabinou.
V této době opadl po úspěšných zkouškách upraveného Bf 109 G (s výkonnější pohonnou jednotkou) zájem vrchního velení Luftwaffe o Me 309. Stavba prvního prototypu však přesto pokračovala, dokončen byl v červnu 1942.

## Vývoj
První let prototypu Me 309 V1 (Werk-Nr.001, GE+CU) se konal 18. července 1942, pilotem byl Karl Baur. Použitým motorem byl řadový kapalinou chlazený dvanáctiválec Daimler-Benz DB 603 A-1 se vzletovým výkonem 1750 k. Krátce po vzletu příliš stoupla teplota chladicí kapaliny a nedostatečný tlak v hydraulice zatahování podvozku neumožnil jeho rychlé zatažení. Úvodní let tak trval pouze 7 minut. Tyto závady byly odstraněny do 7. září 1942. Navíc byl zkušební letoun vybaven reverzní vrtulí, bylo upraveno vyvážení křidélek a zesílena příďová podvozková noha. Dne 8. září 1942 Karl Baur provedl druhý zkušební let, který do přiblížení na přistání na letišti Lechfeld probíhal bez větších problémů. Po vysunutí podvozku pilot změnil úhel nastavení vrtule, což způsobilo náhlé zbrzdění Me 309 V1. Stroj následně udeřil zadní částí o zem, přičemž došlo k poškození dolní části SOP. Následně se zadní část trupu odrazila od povrchu VPD a stroj narazil příďovým kolem do betonu tak prudce, že se zlomila podvozková noha. Po opravě a optimalizaci seřízení stavěcího mechanizmu vrtule byl první prototyp přemístěn do výzkumného střediska v Leipheimu, kde probíhaly především testy vzletu a přistání. Zkoušky odhalily tendenci letounu vychylovat se ze směru vzletu nebo přistání, což bylo způsobeno celkovou směrovou nestabilitou v malých výškách. Rovněž přistávací rychlost byla mnohem vyšší, než bylo předpokládáno. Proto byl V1 v listopadu 1942 vybaven větší SOP, která měla být instalována až u třetího prototypu. Takto upravený stroj si 11. listopadu prohlédl generální inspektor stíhacího letectva Oberst Adolf Galland, který konstatoval že by mohl být Me 309 nakonec celkem dobrý stíhací letoun, ale že je vyvíjen taky nový, daleko lepší stroj. Zkušební pilot střediska v Rechlinu Ing. Beauvais Me 309 V1 znovu zalétal 20. listopadu 1942. O dva dny později uskutečnil Beauvais s Me 309 V1 zkušební souboj s Bf 109 G. Ukázalo se že byl Me 309 V1 rychlejší než Bf 109 G a měl větší dostup, Bf 109 G ale lépe manévroval. 

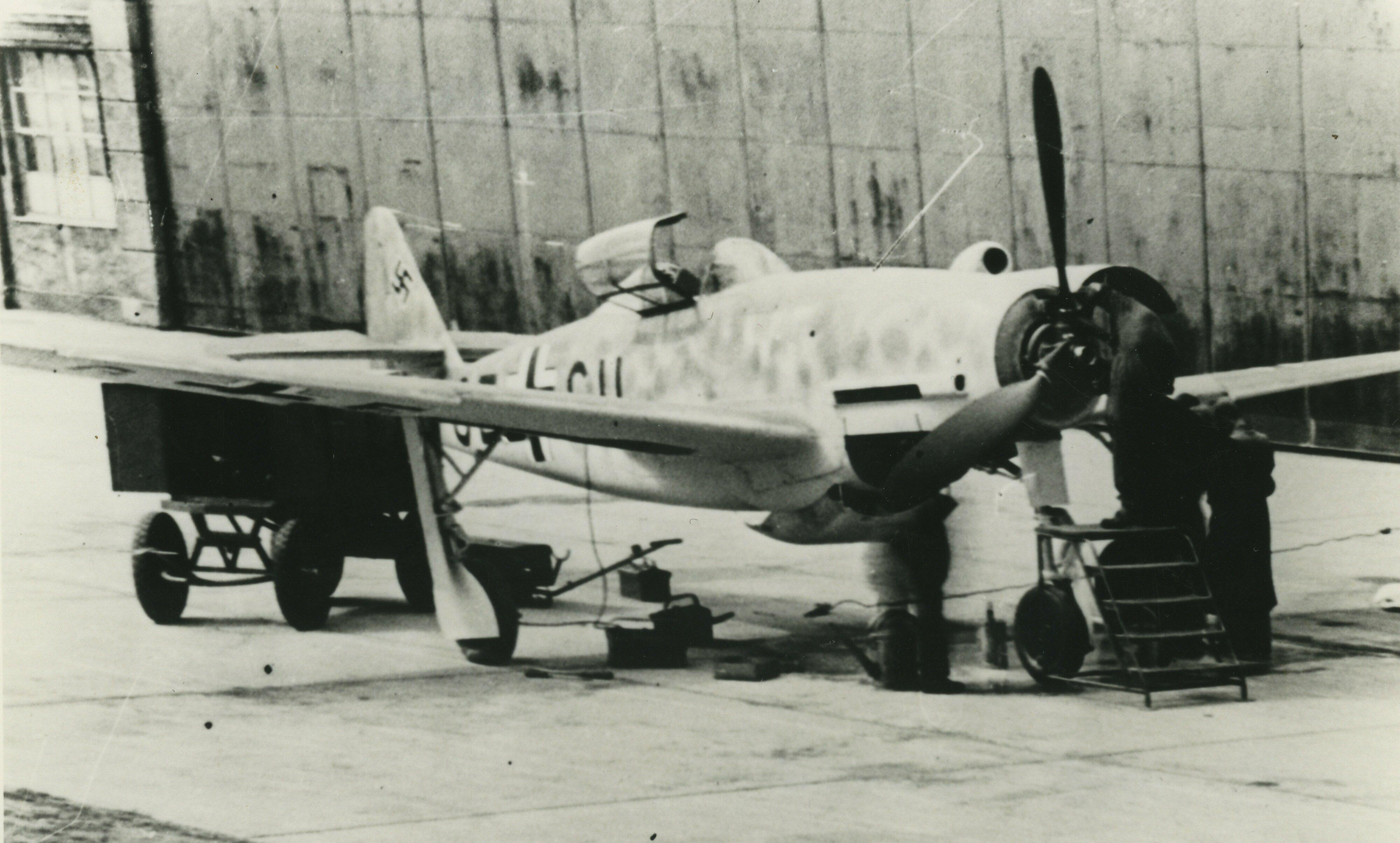
Messerschmitt Me 309 V1 na továrním letišti v červnu 1942 při rychlostních zkouškách

Druhý prototyp Me 309 V2 (GE+CV) uskutečnil první let 28. listopadu 1942. Při přistání se opět zlomila příďová podvozková noha. Poškození druhého vyrobeného stroje bylo natolik rozsáhlé, že byl letoun sešrotován. V tomto exempláři byl zabudován motor DB 605 B o vzletovém výkonu 1084 kW, který v březnu 1943 obdržel také první prototyp. V této době se na V1 zkoušely čtyři svislé ocasní plochy různého tvaru. 
Me 309 V3 (GE+CW) zalétaný v březnu 1943 se používal k testům maximální rychlosti. Ještě v červenci 1943 byl dokončen čtvrtý a poslední prototyp Me 309 V4 (RH+LH), který byl určen k testům palubní výzbroje. Hlavňovou výzbroj tvořila dvojice trupových kulometů MG 131 ráže 13 mm, dvojice kanónů MG 151 ráže 20 mm. Dva další kulomety MG 131 byly zabudovány v kořenech křídla a dva kanóny MK 108 ráže 30 mm v křídle vně podvozkových šachet. Po úvodních zkouškách v Augsburgu byl Me 309 V4 zničen během spojeneckého náletu. V průběhu dalších testů byl V3 vybaven přetlakovou kabinou a vystřelovací sedačkou.
Messerschmitt Me 309 byl zcela nové koncepce a byl by alespoň zpočátku náročný na výrobu, k tomu by jeho vývoj vyžadoval delší čas. Pro piloty by v této době (1942) představoval vzhledem k příďovému podvozku větší náročnost pilotáže. Ve stejné době pracovala firma  Messerschmitt také na vzhledově podobném proudovém  Messerschmittu Me 262, který představoval revoluční změnu v letecké válce, ve srovnání s ním se jakýkoliv vrtulový letoun jevil jako překonaný. Původně měl být Me 309 vyráběn spolu s Me 262, a nebo tvořit pojistku pro případ, že by se projekt Me 262 dostal do potíží. Nebylo možné odhadnout, zdali a kdy budou proudové motory pro Me 262 vhodné pro sériovou výrobu a zdali se je podaří vyrábět v potřebných počtech. V této době nebylo totiž jasné, jestli se podaří překonstruovat proudové motory za použití slitin, které byly k dispozici. Německo pociťovalo totiž citelný nedostatek vzácných kovů, které jsou důležitými přísadami při výrobě tepelně odolných vysokopevnostních ocelí a neželezných slitin. 
Navíc zavedená letadla jako Bf 109 a Fw 190 se ukázala být značně schopná v možnostech dalšího vývoje. Nový model Bf 109 G s motorem DB 605 zcela dostačoval a nebyl důvod pro změnu výroby pro Me 309. Navíc se strategická situace Třetí říše vstupem USA do války zhoršila a bylo nutné vyrábět více letadel. Výzkumné kapacity se omezily a podporovaly se hlavně opravdu výjimečné projekty, jako právě Me 262 a nebo Do 335. Proto bylo v polovině roku 1943 po stavbě pouze čtyř prototypů vlastní vývoj Me 309 ukončen, ale letadla nepřestala létat. Sloužila k testování při vývoji Me 262.
Bylo rozpracováno více verzí, lehká stíhací, těžká stíhací, bitevní, noční stíhací a dokonce rychlostní. 
Speciální provedení Me 309 mělo pod pravým křídlem nést bombu SC-1000 a pod levým křídlem kontejner (nádrž) o objemu 260 l. Je otázkou, jak by toto asymetrické uspořádání fungovalo v praxi.
Odmítnutí Me 309 vedlo profesora Messerschmitta  k vývoji Me 209, který ovšem vycházel co nejvíce ze zavedeného Bf 109.

## Předpokládané vlastnosti
Nejspíše by šlo o jedno z nejrychlejších pístových letadel vůbec, které by mělo řadu tehdy opravdu pokročilých prvků. Otázka je, kolik by se z nich  nakonec dostalo do sériové výroby.
Letadlo by bylo silně vyzbrojené, výkonné, s dobrým doletem a určením spíše pro operace do nižších a středních výšek a k použití taktiky Hit and run, tedy udeř a uteč.

## Specifikace (Me 309 V4)

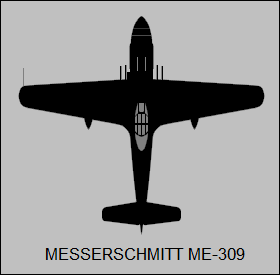
Půdorys Me 309

Údaje podle

### Technické údaje
- Osádka:
- Rozpětí: 11,00 m
- Délka: 9,90 m
- Výška: 3,40 m
- Vzletová hmotnost: 4831 kg
- Pohonná jednotka: 1 × Daimler-Benz DB 605 o výkonu 1475 PS

### Výkony
- Maximální rychlost: 580 km/h (ve výšce 2200 m)
- Doba výstupu do výšky 4300 m: 5,2 min
- Praktický dostup: 11 400 m
- Dolet: 1100 km

## Specifikace (předpokládaný sériový Me 309)

### Technické údaje
- Osádka:
- Rozpětí: 11,04 m
- Délka: 9,46 m
- Výška: 3,90 m
- Vzletová hmotnost: 4250 kg
- Pohonná jednotka: 1 × Daimler-Benz DB 603G o výkonu 1750 PS

### Výkony
- Maximální rychlost: 733 km/h
- Praktický dostup: 12 000 m
- Dolet: 1100 km